# أسبقية علمية
الأسبقية هي نسب الفضل للفرد أو مجموعة الأفراد الذين بادروا أولاً باكتشاف أو اقتراح نظرية، وعادة ما تكون الشهرة والجوائز من نصيب أول شخص أو مجموعة نشروا نتيجة جديدة، وحتى في حالة وصول العديد من الباحثين إلى نفس النتيجة على نحو مستقل وفي نفس الوقت، فسيتم تحديد الناشر الأول، ولذلك، فالمفارقة بين عالمين مستقلين تكون باعطاء الربح للناشر الأول، وبالتالي، غالبًا ما يُشار إلى هذا العُرف بقانون الأسبقية، ويتم تلخيص هذا القانون بعبارة دارجة بين العلماء وهي: «نشر أو هلاك» أي انها هذه العبارة تصف التسارع الذي يعاني منه العلماء في نشر أبحاثهم لأنهم في حالة التأخر خلف أي عالم آخر قد يذهب مجهودهم هباء منثورا، وبطريقة ما، فإن السباق الذي قد يكون مصدر إلهام للأخذ بزمام المخاطرة يمكن أن يؤدي دورا في اكتشاف ظواهر علمية مفيدة للمجتمع (على سبيل المثالك اكتشاف انتقال الملاريا، الحمض النووي DNA ، فيروس العوز المناعي HIV ، وإلى آخره) فجميع ماسبق تم اكتشافه بعد الأخذ بمخاطرة علمية، ومن ناحية أخرى، فكل هذا يمكن أن يخلق منافسة وحوافز غير صحية قد تساهم بالتأثير على العلماء بنشرهم نتائج غير مدعومة جيداً، أو بمعنى آخر تفضيل الكمية على الجودة، والتي بمقدورها إلحاق الضرر بالتقدم العلمي.

## النزاعات على الأسبقية
تصبح الأسبقية قضية معضلة عادة عندما تتعلق بنزاعات على الأسبقية العلمية، وحينما تتعلق الأسبقية بالاستناد لنظرية ما أو اسيتعاب مفهوم أو اكتشاف علمي فهذا يطرح العديد من التساؤلات، وفي معظم الحالات، يتجاهل مؤرخو العلوم النزاعات على اسبقيتهم العملية، وكأثر رجعي، نص مبدأ العلماء على رؤية مؤسسات التوثيق العلمي كمنشآت تفتقر إلى فهم طبيعة التغير العلمي، وعادة مايؤول افتقارهم لفهم طبيعة العلم إلى اخطاء قراءة فادحة للاكتشاف العلمي، فهذا أدى إلى فقدان بعض العلماء لرغبتهم بالمطالبة بالأسبقية، وبناءً على ذلك، فقد أشار المؤرخ وعالم الأحياء ستيفن جاي غولد ذات مرة إلى أن «المناقشات حول أسبقية الأفكار عادة ما تكون من بين أكثر الأفكار سوءًا في تاريخ العلم».
اخبر عالم الفيزياء ريتشارد فاينمان عالم الرياضيات والفيزياء فريمان دايسون أنه يتجنب الخلافات حول الأسبقية من خلال «منح صغار العقول دائما تقدير أكثر مما يستحقونه», وأشار دايسون إلى أنه يتبع هذا المبدأ أيضًا، وأن هذا الأسلوب «فعال في تجنب الخلافات وتكوين صداقات».

## الأصل
ظهر قانون الأسبقية قبل تأسيس الأساليب العلمية الحديثة، ومن أسباب ظهوره كان أول جدال موثق، وهو الادعاء المرير بين عالمان الرياضيات إسحاق نيوتن وجوتفريد فيلهلم ليبنيز في القرن السابع عشر حول الأسبقية في اختراع حساب التفاضل والتكامل، وهذه الحادثة بالذات تُبين لنا بوضوح التحيزات البشرية وإجحاف الحق في الاكتشافات العلمية، واستمر النزاع إلى ان أصبح من المقبول بالإجماع أن كلا الرياضيين طوروا حساب التفاضل والتكامل بشكل مستقل، ومنذ ذلك الحين تسببت الأولوية في عدد من المشادات التاريخية في تاريخ العلم،  وفي جانب آخر حالات العلماء الذين حققوا منذ ذلك الحين رواجا كبيرا، مثل تشارلز داروين وألبرت أينشتاين، فغالبًا ما تكون الأسئلة ذات الأسبقية متجذرة في أخذ الأسطورة القائلة «الصنيعة العبقرية» على محمل الجد والتي يتم زراعتها غالبًا حول هذه الشخصيات شبه الأسطورية (وهنا بعض الامثلة: نظرية الرجل العظيم وتاريخ ويغ ) وللسعي من أجل الإشادة بالعلماء الملهمين عبر التاريخ، وغالبًا ما يتم تجاهل السياق الذي عملوا فيه من قبل الناشرين، مما يجعله يبدو كما لو أنهم عملوا بدون مساعدة أو بدون الرجوع إلى أي عمل آخر، فهذا يعد من ظواهر العلم.